# Dostępność (niezawodność)
Dostępność (ang. availability), miara dostępności – jedna z podstawowych miar określenia stopnia odporności systemu. Pojęcie dostępności oznacza czas bezawaryjnego działania usługi w stosunku do całości czasu, w którym usługa ta powinna być klientom świadczona. Dostępność 90% znaczy więc, że na 100 jednostek czasu 90 przypadło na czas, w którym system działał bezawaryjnie. Pozostałe 10 jednostek to czas, w którym system był w stanie awarii bądź odzyskiwania pełnej funkcjonalności po niej.
Dostępność określana jest wzorem:
A = MTTF/(MTTF+MTTR)
W celu zwiększenia dostępności systemów stosuje się różne techniki SFT (ang. Software Fault Tolerance).

## Klasy dostępności
Kiedy mowa o dostępności systemów informatycznych, korzysta się również z przyjętej klasyfikacji dostępności (ang. availability class):
| Typ systemu            | Czas niedostępności w roku   | Dostępność | Klasa dostępności |
| ---------------------- | ---------------------------- | ---------- | ----------------- |
| Unmanaged              | 50000 min (34 d 17 h 20 min) | 90%        | 1                 |
| Managed                | 5000 min (3 d 11 h 20 min)   | 99%        | 2                 |
| Well Managed           | 500 min (8 h 20 min)         | 99,9%      | 3                 |
| Fault Tolerant         | 50 min                       | 99,99%     | 4                 |
| High-Availability      | 5 min                        | 99,999%    | 5                 |
| Very-High-Availability | 30 s                         | 99,9999%   | 6                 |
| Ultra-Availability     | 3 s                          | 99,99999%  | 7                 |

Klasa dostępności w najprostszym ujęciu jest liczbą wiodących dziewiątek w procentowym wyrażeniu dostępności systemu. Skala ta jest więc skalą otwartą.
Obecnie popularni dostawcy usług sieciowych zapewniają dostępność swoich usług na poziomie 99%-99,9%, co pozwala na przypisanie im drugiej lub trzeciej klasy dostępności.